# ابوالقاسم لباسچی
ابوالقاسم لباسچی (۱۳۰۴ تهران) فعال سیاسی عضو حزب ایران و شورای مرکزی جبهه ملی ایران، از بنیانگذاران جامعه بازرگانان و اصناف و پیشه وران تهران و نماینده بازاریان در نهضت مقامت ملی و شورا ی مرکزی جبهه ملی ایران بود.
ابوالقاسم لباسچی فعالی سیاسی متولد ۱۳۰۴ در تهران بود.

## فعالیتهای سیاسی
لباسچی پس از شهریور ۱۳۲۰ و بازشدن فضای سیاسی کشور ابتدا در حزب توده و سپس در حزب ایران فعالیت کرد. او به همراه حسین راسخ افشار، محمدحسن شمشیری، اسماعیل کریم آبادی، حسن قاسمیه جامعه بازرگانان و اصناف و پیشه وران تهران را پایه‌گذاری نمود. این سازمان از دولت ملی دکتر مصدق حمایت می‌کردند. او پس از کودتای ۲۸ مرداد ۱۳۳۲ پانزده نفر از اعضای این جامعه دستگیر و تبعید شد.
او در جبهه ملی ایران در سال ۱۳۳۹ نیز فعال بود و مسئول امور چاپی جبهه ملی را بر عهده داشت. و در همین دوران بارها دستگیر شد.
در سال ۱۳۵۶ و با شرع انقلاب لباسچی در تشکیل اتحاد نیروهای جبهه ملی ایران در سال ۱۳۵۶ فعالیت کردهو از سوی جامعه بازار به عضویت در شورای مرکزی جبهه ملی انتخاب می‌شود. او از پایه‌گذاران صندوق حمایت از اعتصابیون در دوران انقلاب بود که با حمایت از کارمندان دولت و دانشگاهیان اعتصاب کننده تعهد پرداخت حقوق آنان را در صورت جلوگیری دولت از دریافتی‌هایشان را برعهده داشت. او همچنین به همراه محمود مانیان برگزار کننده و تأمین کننده هزینه‌ها و موارد مربوط به نماز عید فطر در سال ۱۳۵۷ در تپه‌های قیطریه بود.
وی پس از انقلاب به عنوان عضو هیئت اجرایی جبهه ملی انتخاب می‌شود و بعد از صدور فتوای ارتداد جبهه ملی ایران در ۲۵ خرداد ۱۳۶۰ و در تقابل جامعه بازرگانان و اصناف و پیشه وران تهران با نخست‌وزیری رجایی و فعالیت‌هایش مجبور به ترک ایران می‌گردد. 